# Guerres d'independència hispanoamericanes
Les Guerres d'independència hispanoamericanes foren un seguit de guerres en contra de la dominació de l'Imperi Espanyol a Hispanoamèrica de principis del segle xix coincidint amb la invasió napoleònica de la península Ibèrica durant la Guerra del Francès. Tots els països de la regió aconseguiren proclamar de forma efectiva la seva independència i a la mort de Ferran VII l'any 1833 només Cuba i Puerto Rico seguien sota control espanyol.
Les guerres han estat definides històricament com a guerres d'alliberament o com a guerres civils, ja que bona part dels combatents en ambdós bàndols eren d'origen espanyol. Aquests moviments estan emmarcats i influenciats per la Il·lustració i són anàlegs a altres revolucions similars a ambdós costats de l'Atlàntic com la Revolució Francesa o la Independència del Brasil.
La majoria dels països actuals de l'Amèrica Llatina reconeixen aquest procés com a l'origen de les seves nacions i molts dels líders combatents en aquests processos reben la consideració de pares de la pàtria.

## Context
En acabar el segle xviii, gràcies al dilatat Imperi Espanyol, Espanya figurava encara entre les grans potències internacionals. L'imperi no només aportava prestigi i pes diplomàtic; també resultava crucial per a l'economia espanyola. En l'últim terç del segle el tràfic amb les colònies va representar prop de la meitat del comerç exterior. Absorbia un 48% de les exportacions, integrades per productes espanyols, però també per articles europeus, doncs Espanya, en qualitat de metròpoli, exercia el monopoli del comerç i tots els països que volguessin traficar amb les Índies havien de fer-ho a través dels ports espanyols. Les colònies americanes també oferien un subministrament constant de metalls preciosos: entre 1784 i 1796 les mines de plata de Mèxic i l'Alt Perú van aportar una mitjana anual de 355 milions de pesos.
No obstant això, sostenir l'imperi no resultava fàcil. Si preservar el monopoli comercial i eliminar el contraban en temps de pau ja era per si mateix complicat, més ho va ser des de finals del segle xviii, quan l'aliança d'Espanya amb França va obligar a mantenir un estat pràcticament permanent de guerra amb la Gran Bretanya. Les conteses hispano-britàniques van entorpir el comerç espanyol amb Amèrica, fins al punt d'interrompre-ho gairebé per complet: el 1801 la mitjana anual d'exportacions a les Índies havia descendit un 93%; les importacions també van caure radicalment. Després de la destrucció de la flota espanyola en la batalla de Trafalgar, el 1805, la Gran Bretanya es va aventurar, fins i tot, a l'atac directe a les costes americanes. El 1806 i el 1807 l'armada britànica va tractar d'ocupar el port de Buenos Aires i les autoritats virregnals van rebutjar l'atac. Una acció que va revelar la impotència d'Espanya per defensar els seus regnes ultramarins i va demostrar als criolls (descendents d'espanyols nascuts a Amèrica) la mateixa força que van tenir en el desenvolupament i el triomf enfront de les pretensions angleses.

## Antecedents del procés independentista
Molts anys abans del començament del conflicte, el 1808, es reconeixen antecedents del procés independentista a Hispanoamèrica. Alguns es van produir a l'Amèrica espanyola, uns altres a la metròpoli espanyola, i l'últim grup van ser internacionals, d'influència mundial reconeguda, com la revolució francesa o la independència dels Estats Units d'Amèrica.

### A Hispanoamèrica
- Des de dècades anteriors van existir revolucions de les més diverses característiques i finalitats, però que no van formar part del moviment independentista hispanoamericà, entre les quals es van destacar la rebel·lió de Guillén de Lampart a Mèxic (1640 - 1643), les Revolucions dels Comuneros al Paraguai (1721 - 1735), la del canari Juan Francisco de León contra el monopoli de la Reial Companyia Guipuscoana a Veneçuela (1748), l'aixecament maia liderat per Jacinto Canek al Yucatán (Mèxic) el 1761 i l'aixecament quetxua - aimara liderat per José Gabriel Túpac Amaru a Cuzco (Perú), entre els anys (1780 i 1781). La Revolució dels comuneros a l'actual Santander, Colòmbia, a més de la guerra d'Arauco en la qual el maputxe havia detingut l'avanç espanyol durant més de dos segles.
- Les idees liberals de la Il·lustració que van ser difoses a Amèrica i a tot Europa i que arribaven a les universitats, les acadèmies literàries i les societats econòmiques van fomentar els ideals revolucionaris que eren contraris a l'actuació de la Monarquia espanyola en el seu Imperi. Entre aquestes noves idees sobresortien el principi de sobirania nacional, el contracte social de Jean-Jacques Rousseau i els drets individuals, oposats a l'absolutisme reial.
- Les trobades dels màxims dirigents hispanoamericans de la revolució a l'exterior i la participació d'alguns d'ells en les revolucions liberals europees, així com els seus contactes amb els governs exteriors.

### A Espanya
Per part de la mateixa monarquia espanyola es van desenvolupar plans per donar una independència total als virregnats americans durant els anys 1804 i 1806, però que es van veure interromputs per successos dramàtics de la política europea espanyola sota el regnat de Carles IV d'Espanya.

### Internacionals
- La revolució dels Estats Units a la qual li va seguir la Guerra de la Independència dels Estats Units sostinguda per Espanya i França, i que va culminar amb la seva independència d'Anglaterra, és un antecedent geogràficament proper i de gran impacte a Hispanoamèrica.
- La Revolució Francesa que va proclamar la igualtat de tots els francesos i els seus drets fonamentals; encara que excloïa als esclaus d'Haití, la qual cosa va derivar en la revolució haitiana. A Amèrica la Revolució Francesa va ser l'exemple ideològic per la república d'Haití, que va generar una veritable revolució social dels esclaus.
- Els fallits intents de l'Imperi Britànic per ocupar directament territoris continentals sud-americans com l'atac britànic a Cuba i Cartagena d'Índies en la Guerra de l'orella de Jenkins (1741) o les dues invasions angleses en el Virregnat del Riu de la Plata, el 1806 i 1807, que va portar a generar una consciència hispanoamericana de les capacitats i poders propis, i la creació de diversos cossos militars locals, com el Regiment de Patricis.

## Fonaments del procés independentista
El procés independentista a Hispanoamèrica va esclatar el 1808 amb els moviments juntistes americans, i en ser un procés tan llarg, complex i ampli, està ple de particularitats.

### A Amèrica
- El descontentament de la població americana, en els criolls, que volien la independència per canviar un sistema colonial que consideraven injust, ja que els excloïa de les màximes decisions polítiques i econòmiques, i en les castes, en tractar-se de grups explotats. Els criolls volien dirigir el poder polític i practicar el lliure mercat, podent desenvolupar lliurement les seves activitats comercials. Aquestes llibertats en el comerç estaven frenades pel monopoli que s'exercia des de la metròpoli, sumat a gabeles i traves. Insistien a prendre el control dels cabildos i l'administració de les colònies.
- El concepte del dret indià segons el qual Hispanoamèrica era un bé reial pertanyent a la corona espanyola com a patrimoni de la família reial va provocar que quan el rei Ferran VII, juntament amb el seu pare Carles IV, van ser retinguts a França, les províncies americanes no van reconèixer a les corts de Cadis ni a la Junta Suprema Central, sinó que van formar Juntes de Govern a cada país, que el seu objectiu va ser primer governar i posteriorment substituir a l'estat espanyol.
- Els criolls no estaven d'acord amb alguns aspectes fonamentals de la constitució espanyola de 1812, com el repartiment de la terra o la igualtat política entre ells i els indis americans. Aquest motiu va tenir especial importància a Mèxic. Així és que quan la constitució espanyola va entrar en vigor novament el 1820, els criolls, liderats per Agustín de Iturbide, van canviar de bàndol i van passar de defensar la unitat de la Monarquia Espanyola a lluitar per la independència.

### A Espanya
- La conjuntura del govern d'Espanya, immers en les guerres napoleòniques. Si bé al principi va ser aliada de França pel Tractat de Sant Ildefons (1796), posteriorment es va oposar a Napoleó, qui va pretendre imposar una monarquia liberal afí. La caiguda de l'Antic Règim espanyol amb les abdicacions de Baiona implicava que els Regnes castellans d'Índies perdrien l'estatus especial que li atorgaven les Lleis d'Índies, segons les quals eren patrimoni de la monarquia espanyola (encara que prèviament, el 1768, en la pràctica, els regnes americans havien estat minvats a una condició colonial per les reformes borbòniques de l'Imperi Espanyol). Ara en el nou règim de cort liberal, tant en les disposicions de l'estatut de Baiona (1808),[2] com igualment en la Constitució espanyola (1812),[3] els europeus pretenien disminuir o desaparèixer la representativitat o el nombre de representants americans del parlament.

- El buit de govern a Espanya, causat successivament per la guerra contra Napoleó i el Trienni Liberal, que va ocupar la revolució del constitucionalisme espanyol, va obrir l'oportunitat perquè la classe dominant hispanoamericana, formada per criolls europeus, donessin impuls, i sostinguessin el moviment, i la guerra per la independència com a mitjà definitiu de conservar i millorar el seu estatus, disminuït o en risc de perdre's pel liberalisme. La independència de la Pàtria va ser el caràcter essencial del moviment, i que finalment va predominar a tots els llocs d'Amèrica, per sobre d'altres moviments independentistes, que com el fallit d'Hidalgo a Mèxic, es pretenien acompanyar també d'una veritable revolució social. En alguns països va resultar una continuïtat de les pràctiques de castes colonials, on esclaus, indígenes i criolls no exercien els mateixos drets.

### Internacional
- La negativa de cap suport de part de la Gran Bretanya i França a favor del rei Ferran VII d'Espanya per recuperar els seus regnes americans, declarada en el Memorandum Polignac, i la finalitat d'aquests països d'establir un lliure comerç amb els països independents americans.

- La intenció de la Gran Bretanya, finalment assolida, de la posició de potència hegemònica mundial en el tràfic internacional marítim, a costa d'Espanya.

- El suport que Anglaterra va donar al seu territori a la formació de les lògies que van donar suport a la independència d'Amèrica i als seus caps, que van acabar sent posteriorment els líders de la independència d'Amèrica, com Simón Bolívar i José de San Martín.

- L'ajuda d'Anglaterra en la logística de les tropes independentistes, el moviment naval de les seves tropes, per exemple a Veneçuela, de manera limitada durant les guerres Napoleòniques i més obertament després, o el trasllat i armat de tropes pro independència des d'Europa i Anglaterra, com els més de 5.000 fusilers polonesos.

## La formació dels estats americans

### Inici: les juntes autònomes americanes
A Europa, amb l'ocupació francesa d'Espanya i la captura de la família reial espanyola, l'emperador Napoleó Bonaparte va imposar en 1808 les abdicacions de Baiona per les quals el monarca Ferran VII d'Espanya i el seu pare i predecessor Carles IV d'Espanya renunciaven als seus drets a la corona d'Espanya, que incloïa als territoris americans, en favor de l'emperador Napoleó, qui finalment els va atorgar al rei José Bonaparte, després de la qual cosa Ferran VII va quedar captiu. Tot això va desencadenar l'aixecament dels pobles d'Espanya conegut com a Guerra de la Independència Espanyola (1808-1814) contra l'ocupació napoleònica, i de la creació de Juntes d'autogovern en la península.
En els anys següents es van succeir pronunciaments en cada lloc del continent americà per formar juntes de govern americanes per conservar els drets de la persona del rei Ferran VII, però no obstant això autònomes de qualsevol govern d'Espanya, fora o no a conseqüència de l'ocupació de Napoleó. D'aquesta forma, a Amèrica van començar una sèrie de moviments locals que desconeixien els nomenaments americans provinents d'Espanya per al govern colonial, i que es justificaven per l'abdicació forçada dels hereus legítims de la monarquia espanyola i la usurpació del tron espanyol per Josep Bonaparte. L'any 1808 l'ajuntament de Ciutat de Mèxic es va erigir en la primera Junta autònoma americana, inclusivament amb el suport del virrei de Nova Espanya, José de Iturrigaray; no obstant això, el moviment va ser dissolt i va concloure amb l'empresonament dels membres de l'ajuntament i la destitució de Iturrigaray.
La Guerra de la Independència Espanyola va ser el detonant de la independència americana i va donar lloc a Espanya a un llarg període d'inestabilitat en la monarquia durant el regnat de Ferran VII. L'eliminació de la dinastia borbònica del tron espanyol per part de Napoleó va deslligar una crisi política en tot l'Imperi Espanyol. Encara que el món hispà de manera gairebé uniforme va rebutjar el pla de Napoleó per donar la corona al seu germà, Josep, no concebia una solució clara a l'absència d'un rei legítim. Arran de les teories tradicionals de política espanyola denominades contractualisme, donada la naturalesa contractual de la monarquia, representada en la filosofia del dret de Francisco Suárez, les províncies peninsulars van respondre a la crisi mitjançant l'establiment de juntes autònomes. La mesura, no obstant això, va conduir a una major confusió, ja que no hi havia una autoritat central i la majoria de les juntes no van reconèixer la pretensió d'unes poques juntes en la península de ser la representació de tota la monarquia en el seu conjunt. La Junta de Sevilla, en particular, pretenia estendre la seva autoritat sobre l'imperi d'ultramar, a causa del paper històric de la província en el monopoli del comerç exclusiu amb Amèrica.
Aquestes pretensions van ser resoltes a través de negociacions entre les juntes i el Consell de Castella, la qual cosa va conduir a la creació d'una Junta Suprema i Central de Govern d'Espanya i d'Índies, el 25 de setembre de 1808. Es va convenir que els regnes tradicionals de la península enviarien dos representants a aquesta Junta Suprema Central, i que els regnes d'ultramar podrien enviar un representant cadascun. Aquests "regnes" es definien com els virregnats de: Nova Espanya, Perú, Nova Granada i Buenos Aires, i les capitanies generals independents de: l'illa de Cuba, Puerto Rico, Guatemala, Xile, Veneçuela, i les Filipines.
Aquest pla va ser criticat per oferir una representació desigual i escassa dels territoris d'ultramar, no obstant això, a la fi de 1808 i començaments de 1809, les capitals provincials van triar els candidats, els noms dels quals van ser enviats a les capitals dels virregnats o capitanies generals. Diverses grans ciutats importants es van quedar sense cap representació directa en la Junta Suprema. En particular Quito i Chuquisaca (La Plata o Sucre), que es veien a si mateixes com a capitals de les seves províncies, es van ressentir de ser sotmeses dins dels més grans "Virregnats". Aquesta inquietud va portar a la creació de juntes en aquestes ciutats en 1809, que finalment van ser reprimides amb violència per les autoritats durant el curs de l'any. Un intent fallit d'establir una junta en la Nova Espanya va ser detingut també. Amb la finalitat d'establir un govern amb major legitimitat, la Junta Suprema va demanar la celebració d'un "Corts extraordinàries i generals de la nació espanyola". L'esquema de les eleccions per a les Corts, ara sobre la base de províncies (diputacions provincials) i no dels regnes, era més equitatiu i proporcionat, però no satisfeia les expectatives americanes, a l'espera de redefinir el que es consideraven les Províncies espanyoles d'Amèrica basades en les antigues intendències d'ultramar.
La dissolució de la Junta Suprema el 29 de gener de 1810, a causa dels revessos soferts per les forces espanyoles enfront de Napoleó, va desencadenar una nova ona de juntes a Amèrica. L'ocupació francesa en el sud d'Espanya va obligar a la Junta Suprema a buscar refugi a l'illa-ciutat de Cadis. La Junta, desacreditada, va ser substituïda per una més petita, de cinc persones en el consell, anomenat Consell de Regència d'Espanya i Índies. La majoria dels americans no veia raó per reconèixer un govern provisional que estava sota l'amenaça de ser capturat pels francesos en qualsevol moment, i va començar a treballar per a la creació de juntes locals americanes per preservar la independència de la regió dels francesos. Els moviments juntistes van tenir èxit en la Nova Granada (Colòmbia, Veneçuela), Xile i Riu de la Plata (Argentina) però no així a Amèrica Central. En última instància, Amèrica Central, juntament amb la majoria de la Nova Espanya, Quito (Equador), Perú, Tolles (Bolívia), el Carib i les Illes Filipines es van mantenir sota control dels reialistes durant la següent dècada i van participar en l'esforç espanyol per establir un govern liberal representat per les Corts de la monarquia espanyola.

## Radicalització: Congressos Constituents Nacionals i Declaracions d'Independència de cada estat
L'any 1810 es dona la clausura de la Junta Central sevillana que, després de les victòries napoleòniques i la pèrdua gairebé completa del territori peninsular, és succeïda per la Regència de Cadis, la que al seu torn va servir de preàmbul per a la instauració de la Constitució espanyola de 1812, i com a resultat des de Cadis (últim reducte espanyol independent), es pretén donar fi a l'estat absolutista de tota la monarquia, i en conseqüència a la instauració a Europa i Amèrica d'un règim liberal, però que en definitiva pretenia sotmetre a Ferran VII i els dominis americans, als quals es va atorgar una representació minoritària, al dictat europeu de les lleis nacionals de la península Ibèrica.
A Amèrica es produeix la radicalització del conflicte i la transformació de les juntes d'autogovern americanes, que reconeixien prèviament a la persona del monarca espanyol, als respectius congressos nacionals de cada estat naixent que realitzen seguidament les seves declaracions d'independència. Aquests fets succeeixen en un ambient de violència creixent i de conflictes militars que s'estenen a escala continental. Les declaracions d'independència dels nous països americans són:
| Virregnat o territori emancipat                                   | Any  | Data           | Declaració                                                                    | Nom                                                           | País actual                                              |
| ----------------------------------------------------------------- | ---- | -------------- | ----------------------------------------------------------------------------- | ------------------------------------------------------------- | -------------------------------------------------------- |
| Capitania General de Veneçuela                                    | 1811 | 5 de juliol    | Independència de Veneçuela                                                    | Primera República de Veneçuela                                | Veneçuela                                                |
| Virregnat de Nova Granada                                         | 1811 | 15 de juliol   | Constitució de Cundinamarca                                                   | Províncies Unides de Nova Granada                             | Colòmbia                                                 |
| Virregnat de Nova Granada                                         | 1811 | 11 de setembre | Independència de Cartagena                                                    | Província de Cartagena                                        | Colòmbia                                                 |
| Virregnat del Riu de la Plata                                     | 1813 | 31 de gener    | Declaració d'Independència de l'Argentina                                     | Províncies Unides del Riu de la Plata                         | Argentina i Uruguai                                      |
| Govern de les Missions Guaranís del Virregnat del Riu de la Plata | 1813 | 12 d'octubre   | Constitució del Paraguai                                                      | Independència del Paraguai                                    | Paraguai                                                 |
| Virregnat de Nova Espanya                                         | 1813 | 13 de setembre | Independència de l'Amèrica Septentrional                                      | Congrés de Chilpancingo                                       | Mèxic                                                    |
| Governació de Montevideo del Virregnat del Riu de la Plata        | 1814 | 7 de març      | Creació de la Província Oriental de les Províncies Unides del Riu de la Plata | Província Oriental                                            | Uruguai                                                  |
| Capitania General de Xile                                         | 1818 | 12 de febrer   | Acta d'Independencia de Xile                                                  | Constitucionalisme a Xile                                     | Xile                                                     |
| Virregnat de Nova Granada i Capitania General de Veneçuela        | 1819 | 17 de desembre | Congrés de Cúcuta                                                             | Gran Colòmbia                                                 | Colòmbia, Veneçuela, Equador, Panamà                     |
| Govern de Guayaquil del Virregnat del Perú                        | 1820 | 8 de novembre  | Independència de Guayaquil                                                    | Província Lliure de Guayaquil                                 | Equador                                                  |
| Virregnat del Perú                                                | 1821 | 28 de juliol   | Independència del Perú                                                        | Congrés Constituent del Perú (1822)                           | Perú                                                     |
| Capitania General de Guatemala                                    | 1821 | 15 de setembre | Independència de l'Amèrica Central                                            |                                                               | Guatemala, El Salvador, Hondures, Nicaragua i Costa Rica |
| Virregnat de Nova Espanya                                         | 1821 | 28 de setembre | Acta d'Independència de l'Imperi Mexicà                                       | Junta Provisional Governativa                                 | Mèxic                                                    |
| Província de Charcas del Virregnat del Riu de la Plata            | 1825 | 6 d'agost      | Declaració d'Independència de Bolívia                                         | Asamblea General de Diputados de las Provincias del Alto Perú | Bolívia                                                  |

## Desenvolupament del conflicte
La fracassada primera declaració d'independència a Quito el 1809, va repercutir en tota Amèrica i les juntes es crearen progressivament a cada un dels antics territoris colonials, recollint declaracions formals d'independència i el naixement de nous estats. Durant les lluites entre els patriotes i els reialistes es van succeir situacions de violència mútua. Els revolucionaris van desconèixer les autoritats monàrquiques espanyoles a Amèrica, van formar exèrcits i van constituir repúbliques americanes. El govern espanyol i Ferran VII reaccionen negant legitimitat a les juntes de govern americanes, i sota la direcció espanyola, es van formar a Amèrica els exèrcits reialistes amb un auxili d'expedicionaris espanyols, però principalment per una majoria de tropa i oficialitat d'origen americà, la qual cosa per a uns autors li va donar el caràcter de guerra civil.
La independència del Primer Imperi Mexicà va ser encapçalada per Agustín de Iturbide. A Amèrica del Sud, i fins al final de les grans campanyes militars amb la batalla d'Ayacucho el 1824, Simón Bolívar i José de Sant Martín, tots dos Libertadores, van ser els més destacats caps militars independentistes. Per part dels reialistes, el pacificador Pablo Morillo i el virrei José Fernando de Abascal y Sousa van sobresortir com a organitzadors de la defensa de la monarquia espanyola a Amèrica.
En el Carib, les illes de Cuba i Puerto Rico no van ser assolades per la guerra i van seguir formant part integrant del Regne d'Espanya fins a l'any 1898.

Evolució de la independència a les antigues colònies espanyoles
Territoris sota domini espanyol
Territoris fidels a la Junta Central Suprema o les Corts
Moviments d'insurrecció
Establiment o declaració d'un estat independent
Control francès de la península Ibèrica durant la Guerra del Francès

### Reialistes
En la Guerra d'independències hispanoamericanes els reialistes van ser el bàndol caracteritzat per les forces armades formades principalment per espanyols, europeus, americans i indis, i emprades per a la defensa de la monarquia espanyola en el primer terç del segle xix.
Els diccionaris de la Reial Acadèmia els defineixen des de 1803 com regiarum partium sectator, el que en les guerres civils segueix el partit dels reis. El 1822 es va afegir potestatis regia defensor, que defensa regalies i drets dels reis.

### Patriotes
Durant les Guerres d'independència hispanoamericanes els patriotes van ser la forma comuna en què es van anomenar a ells mateixos els combatents a favor de la independència de la corona espanyola combinant sentiments d'alliberament i d'arrelament per la Pàtria, la terra natal o adoptiva a la qual se sentien lligats per uns determinats valors, cultura, història i afectes.

## Conseqüències

### Mortalitat
Comparativament amb la guerra d'independència nord-americana, on no es va viure res semblant, la pèrdua de vides i la destrucció material del conflicte durant la independència hispanoamericana va ser extremadament major.
A aquest fet van contribuir que no només es va tractar d'una guerra per la independència (com el cas nord-americà) sinó que a més va haver-hi components afegits de major acarnissament.
L'extensió territorial de la guerra, que va abastar la gairebé totalitat d'Hispanoamèrica, El Terror practicat per tots dos bàndols, l'alternança de les victòries d'una i l'altra facció, l'exili i desplaçament de poblacions i l'enorme prolongació en el temps que va produir una completa ruïna de les ciutats i camps de l'Amèrica espanyola per la pèrdua de capitals i béns de tota classe que va produir la gairebé completa paràlisi del comerç i de les activitats productives, dedicant tots els recursos materials i humans a l'esforç per a una guerra d'independència que quadruplica la durada de sis anys de la guerra nord-americana —l'últim episodi bèl·lic de la qual va ser la batalla de Yorktown (1781)— dificulta la seva comparació amb la devastació ocorreguda a causa de la guerra d'independència a Hispanoamèrica.

### Conseqüències per a Hispanoamèrica

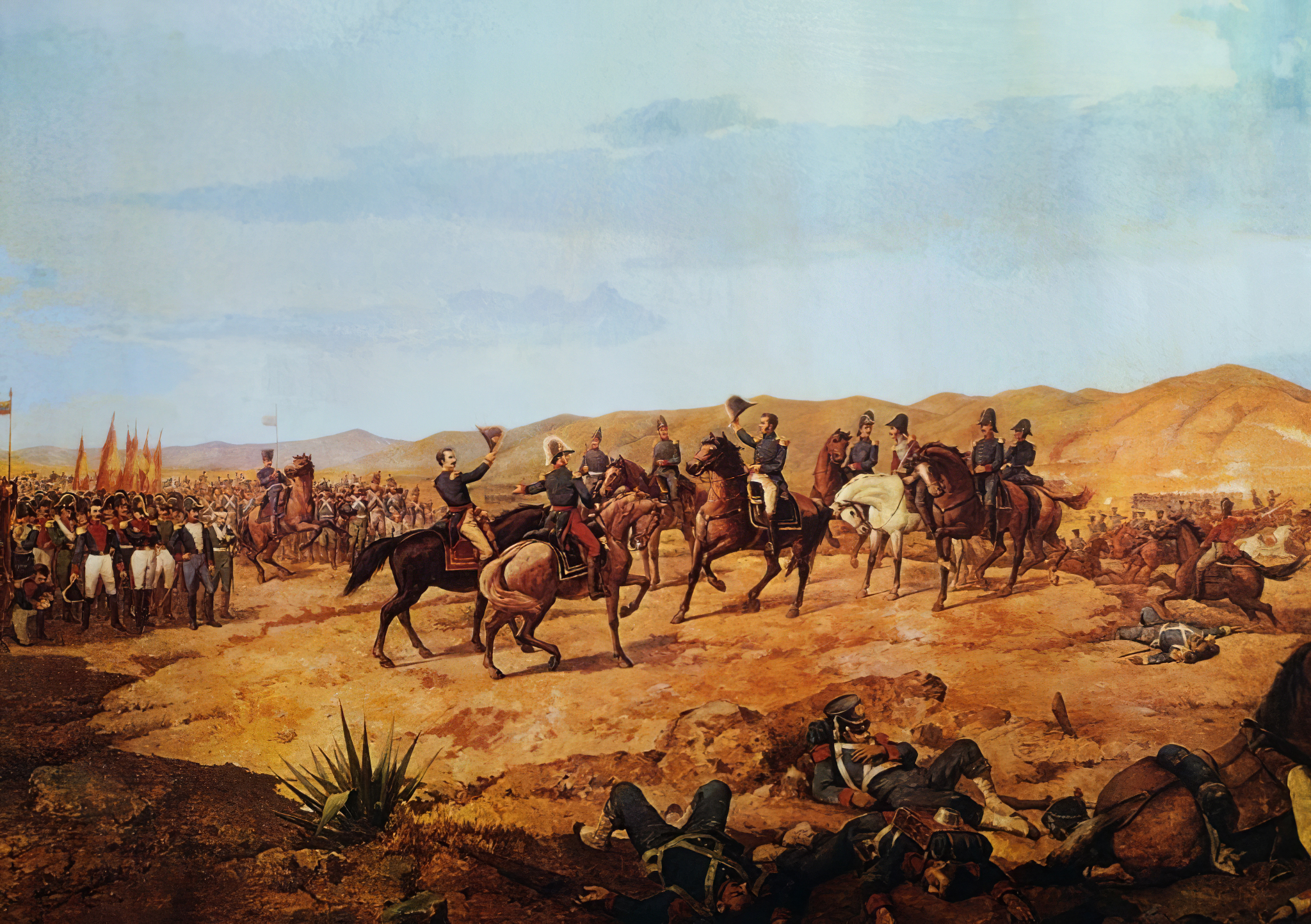
La batalla d'Ayacucho, de Martín Tovar y Tovar. Lliurada el 9 de desembre de 1824, va marcar la fi de les guerres d'independència a l'Amèrica del Sud.

Moltes van ser les conseqüències per Hispanoamèrica. Va desaparèixer el monopoli comercial i, per tant, el proteccionisme, amb el consegüent empobriment de moltes regions llatinoamericanes, incapaces de competir amb les indústries d'Europa.
A més, en el Congrés de Panamà, el 1826 es va veure frustrat el somni que Simón Bolívar tenia per a Amèrica de crear uns Estats Units d'Amèrica del Sud. No obstant això, l'opinió d'alguns llatinoamericans és molt diferent, ja que afirmen que la independència va permetre als seus països l'oportunitat de desenvolupar-se en funció de les seves pròpies necessitats i la d'aplicar una justícia més equitativa entre els seus components ètnics.
Si bé no es van pretendre canvis en l'estructura territorial derivada de l'Uti possidetis, el moviment independentista, va tenir un efecte disgregador que va ser la causa de la fragmentació dels antics virregnats i capitanies a diversos països naixents, de manera que l'independentisme va continuar el seu procés polític més enllà de l'emancipació pròpiament dita.

### Conseqüències per a Espanya

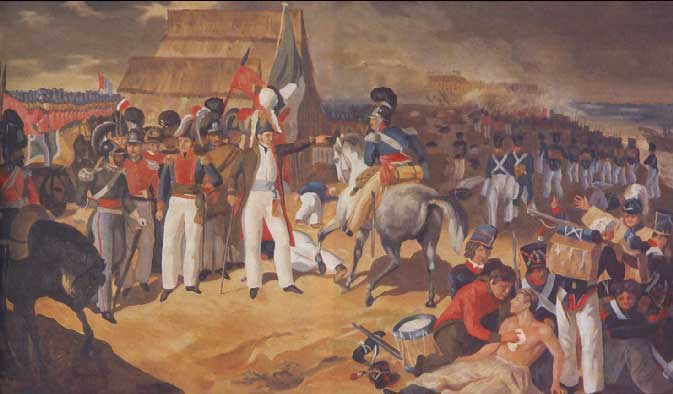
La Batalla de Pueblo Viejo. Va tenir lloc el 9 de setembre de 1829. Va ser l'últim intent de reconquesta de Mèxic.

Les Guerres d'independència hispanoamericanes van generar la pèrdua dels virregnats i les capitanies generals que formaven part de l'Imperi Espanyol, el que va quedar molt reduït territorialment i delmat econòmicament. Això va significar un desastre per a la Monarquia espanyola i per a la corona. Per als comerciants de Cadis, l'administració governamental espanyola, els nobles i, naturalment, per a la família reial (propietària directa d'aquests béns reials) va desaparèixer una font essencial d'ingressos, les riqueses i els cabals d'Índies, fonamentals per a la Reial Hisenda i el monopoli gadità.
El sector més humil o de menors recursos d'Espanya, en canvi, es va mostrar una miqueta indiferent a la independència americana i en tot moment ho va considerar un problema en certa manera aliè a ella, ja que Amèrica estava deslligada per a la immensa majoria dels sectors desfavorits entre els espanyols peninsulars, camperols, treballadors o comerciants de classes mitjanes o altes, no existia cap relació amb les seves vides, i no els reportava cap benefici (o perjudici).
L'expedició Barradas del 1829 va ser l'últim esforç militar d'Espanya en sòl continental contra la independència hispanoamericana.
Amb la Revolució de 1830 va caure definitivament l'absolutisme a França i el principal suport del rei Ferran VII en la Santa Aliança, però tots els projectes militars del govern espanyol per a la reconquesta d'Hispanoamèrica van tenir el seu final l'any 1833, amb la defunció del monarca espanyol,
 no obstant això, els projectes de reconquesta, oficials o particulars, no van escassejar fins al 1833, data de la mort de Ferran VII. La política espanyola respecte d'Amèrica i particularment del Riu de la Plata va perseguir com a únic objectiu fins al 1833 la reconquesta del domini perdut complint-se la resposta negativa que va donar el ministre espanyol Francisco Zea Bermudez, enfront de l'anunci del govern britànic fet el 1825 per George Canning de reconeixement dels nous països, quan va afirmar que "El Rei no consentirà mai a reconèixer els nous estats de l'Amèrica espanyola i no deixarà d'emprar la força de les armes contra els seus súbdits rebels d'aquella part del Món".
En morir Ferran VII el Regne d'Espanya va continuar el seu propi procés polític immers de guerres civils o Primera Guerra Carlina, quedant com una potència de segon ordre entre els estats europeus.

#### Expulsió dels espanyols
L'expulsió dels espanyols d'Amèrica és la tragèdia humana arran de tot un seguit de mesures preses contra ells per part dels governs independents durant el procés de les guerres d'independència hispanoamericanes. Va estar dirigida en principi contra els encarregats de l'administració espanyola per estendre's seguidament contra la població espanyola en general, sota acusacions diverses.
Va haver-hi dues formes predominants de l'exili: la primera va ser producte de les circumstàncies de la guerra, i la segona obligat per lleis d'expulsió en contra dels espanyols per part dels governs hispanoamericans immersos en la guerra i que es va estendre més enllà de la conclusió del conflicte.

#### Negociacions de pau i reconciliació, Tractats de Pau i Amistat
Després de la defunció del monarca Ferran VII d'Espanya, i amb el nou regnat de la seva filla, Isabel II d'Espanya, va començar una nova etapa de relació internacional. Les corts generals del regne van autoritzar el 4 de desembre de 1836 la renúncia de la corona espanyola a qualsevol dret territorial i de sobirania, i que, no obstant els territoris de la Constitució de Cadis de 1812, es fes el reconeixement de la independència de tots els nous països americans mitjançant la conclusió de Tractats de Pau i Amistat sobre la base que "no es comprometen ni l'honor ni els interessos nacionals", la qual cosa es va promulgar el 16 de desembre de 1836.